# Humans artificials
Humans artificials (originalment en anglès, iHuman) és un documental sobre intel·ligència artificial (IA), control social i poder. La pel·lícula mostra com aquesta tecnologia està canviant els individus i la societat. Experts com Ilya Sutskever i Jürgen Schmidhuber donen entrevistes sobre la IA i com es desenvolupa i s'aplica. També compta amb veus com les de Max Tegmark, Kara Swisher, Michal Kosinski, Stuart Russel, Ben Wizner, Hao Li, Ben Goertzel i Philip Alston. El documental presenta el seu propi personatge que representa la IA i que es desenvolupa a través de la pel·lícula. Aquest personatge té una forma abstracta d'efectes visuals dissenyada per Theodor Groeneboom. La vigilància constant a través de telèfons, Internet, sistemes de la societat i càmeres de vigilància es debat com el tema crucial per al desenvolupament de la IA. Es planteja la pregunta sobre si ja estem governats per algorismes creats per grans corporacions tecnològiques, governs i la indústria militar. També esmenta els casos de Palantir Technologies i Cambridge Analytica.
La cinta es va estrenar al Festival Internacional de Cinema Documental d'Amsterdam del 2019 el 23 de novembre. El 8 de febrer de 2022 es va estrenar el doblatge en català al programa Sense ficció de TV3.